# Myrtou
Myrtou (griego: Μύρτου, turco: Çamlıbel) es un pueblo en la isla de Chipre. Se encuentra en el distrito de Kyrenia, dentro del sector controlado por la República Turca del Norte de Chipre. Los turcochipriotas le cambiaron el nombre a Çamlıbel en 1975.